# Donald Sheldon
Donald Thomas Sheldon (nascido em 26 de maio de 1930) é um ex-ciclista olímpico estadunidense. Representou sua nação em três eventos nos Jogos Olímpicos de Verão de 1952.